# ایتارانتیم
ایتارانتیم (به پرتغالی: Itarantim) یک منطقهٔ مسکونی در برزیل است که در باهیا واقع شده‌است. ایتارانتیم ۱۹٬۸۴۳ نفر جمعیت دارد.